# Bulbophyllum lineatum
Bulbophyllum lineatum là một loài phong lan thuộc chi Bulbophyllum.